# رودولف خاچاطریان
رودولف لوریسی خاچاطریان (ارمنی: Ռուդոլֆ Լորիսի Խաչատրյան؛ زادهٔ ۴ مارس ۱۹۳۷ - درگذشته ۱۵ اوت ۲۰۰۷) نقاش و مجسمه‌ساز اهل ارمنستان بود.

## زندگی‌نامه
وی در ۴ مارس ۱۹۳۷ در ایروان به دنیا آمد  وی برنده جوایزی همچون مدال موسس خورناتسی و نشان دوستی است. عضو اتحادیه نقاشان ارمنستان بود. وی در ۱۵ اوت ۲۰۰۷ در سن ۷۰ سالگی در برلین درگذشت وی در آرامستان مرکزی ایروان (توخماخ) به خاک سپرده شد.